# Birán
Koordinaten: 20° 33′ N, 75° 55′ W
Birán ist ein kleiner Ort des Municipios Mayarí in der Provinz Holguín im Osten Kubas. Er befindet sich ca. 30 km südwestlich der Stadt Mayarí am Rande der Sierra de Nipe, sowie ca. 100 km nördlich von Santiago de Cuba.
In Birán wurden Fidel Castro und seine Geschwister geboren. Deren Vater Ángel Castro Argiz bewirtschaftete hier und in der Umgebung eine rund 10.000 Hektar große Zuckerrohrplantage, wovon 777 Hektar Eigentum und 9.712 Hektar zugepachtet waren.
Im Jahre 2009 wurde die Gemeinde Birán wegen ihres herausragenden historischen Wertes als Geburtsort des historischen Führers der kubanischen Revolution zum Nationalen Denkmal (Monumento Nacional) erklärt.

## Söhne und Töchter
- Ramón Castro Ruz (1924–2016)
- Fidel Castro (1926–2016)
- Raúl Castro (* 1931)
- Juanita Castro (1933–2023)